# 小行星8726
小行星8726（英語：8726 Masamotonasu）是一颗围绕太阳公转的小行星。1996年11月14日，小林隆男在大泉天文台发现了此天体。
这颗小行星的绝对星等为204.38019等。